# Margaret Barber
Margaret Barber (Yorkshire, 7 de maio de 1869 — Torquay, 24 de agosto de 1901) foi uma escritora cristã inglesa.